# 卑作
卑作（ひさく）は、DMM Gamesが提供するアダルトゲーム。

## 概要
伊頭家シリーズの最新作。過去の3作を踏襲した世界観。
ヒロインの弱みを握り、脅迫して陵辱するという内容。
伊頭家の三兄弟も登場して卑作を洗脳する。
ゲームシステムはカードバトルで、凌辱対象となるヒロインがカード化されている。
2021年4月、特命!ハメまくりカンパニーとのコラボを行う。